# Ham Wall

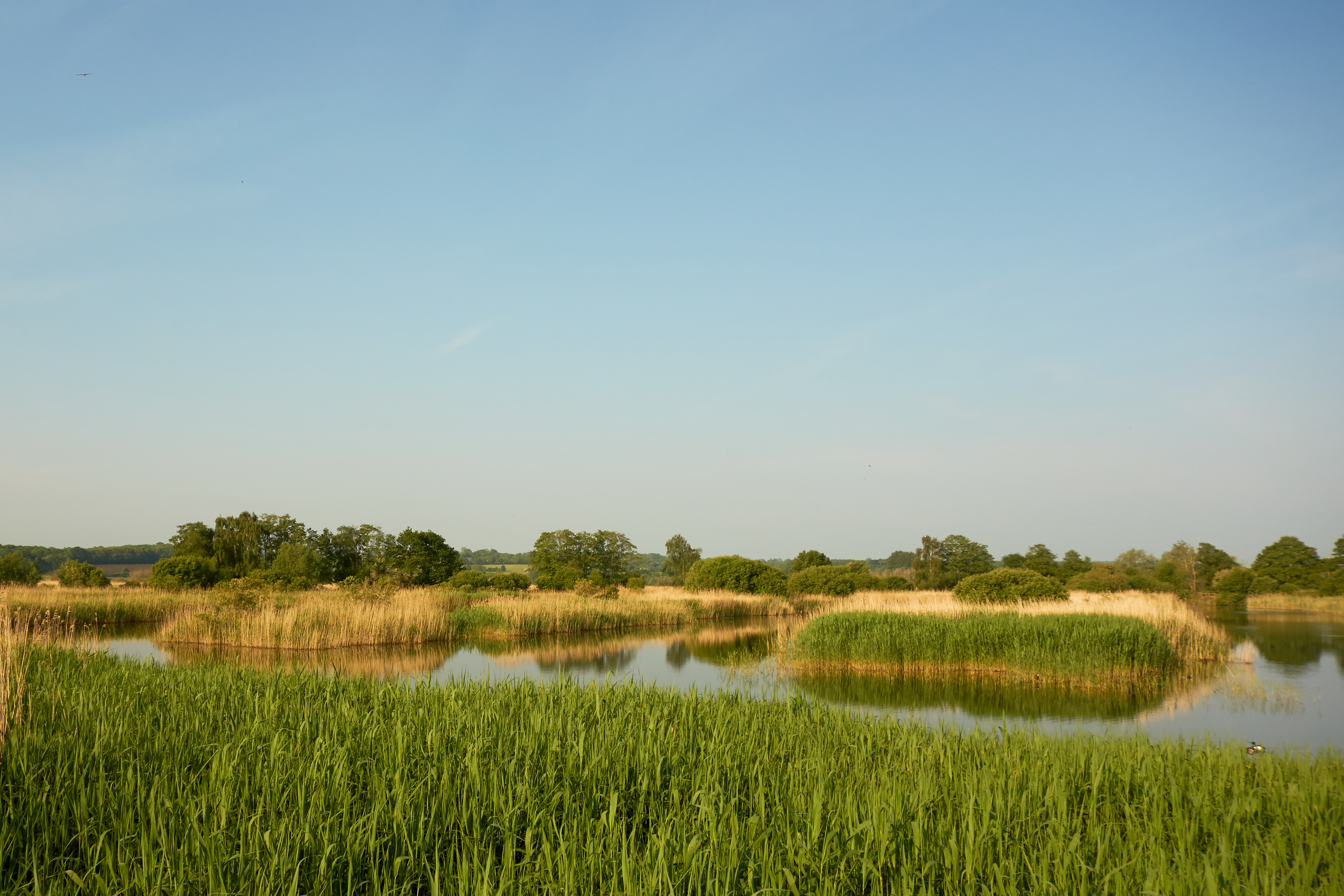
Ham Wall.

Ham Wall est une zone humide et réserve naturelle nationale anglaise située à quatre kilomètres à l'ouest de Glastonbury dans les Somerset Levels.